# National-populisme
 (mai 2025).
L'expression « national-populisme » a été introduite en politologie dans les années 1970 par le sociologue argentin Gino Germani pour désigner les régimes de type nationaliste et populiste de l'Amérique latine des années 1930-1950, par exemple le péronisme. Par la suite, l'expression a été reprise et popularisée par le politologue et historien des idées français Pierre-André Taguieff pour décrire la forme de populisme représentée par le Front national,. Il sera répandu à l'international par l'étude éponyme des spécialistes anglais Matthew Goodwin et Roger Eatwell en 2018. Le poujadisme passerait pour une forme de national-populisme[réf. souhaitée].
Le phénomène se répand dans le monde au cours des années 2010 : Jacques Rupnik évoque « une vague nationale-populiste planétaire qui, de l’élection de Donald Trump à la Maison Blanche à celle de Narendra Modi en Inde, ébranle les démocraties ».
D'après Christophe Jaffrelot, directeur de recherches au CERI Sciences Po et au CNRS, la défense des hindous face aux minorités intérieures et aux puissances étrangères, rejet des élites et concentration du pouvoir sont les principales expressions du « national-populisme » exercé par le premier ministre indien Narendra Modi.